# William Holder
William Holder (Southwell, 1616 - Hertford, 24 de enero de 1698) fue un teórico musical, clérigo y filósofo natural inglés del siglo XVII.

## Biografía
Según algunas fuentes, no se sabe si nació en 1615 o en 1616. A partir de 1640 fue profesor en Pembroke Hall (Cambridge). En 1643 se casó con Susanna Wren. 
En 1662 recibió el grado D.D. Oxon (Divinitatis Doctor [Academia] Oxoniensis: doctor en teología por la Universidad de Oxford) y desde 1663 fue miembro de la Royal Society. En esta época, como “filósofo natural”, estudió la fisiología del lenguaje, y la gramática del idioma inglés. En 1672 se convirtió en canónigo (presbítero menor) de la iglesia de Saint Paul, en Londres. A partir de 1674 y hasta su renuncia en 1689, sirvió como subdeán de la Capilla Real de Londres. Desde 1687 fue rector de Therfield.
Su obra más notable fue su ampliamente conocido libro A Treatise on the Natural Grounds and Principles of Harmony (1694), donde expuso sus ideas acerca de la afinación y el temperamento. Allí aparece por primera vez la idea de la coma de Holder.
Holder propuso adaptar el sistema pitagórico de afinación a una unidad de medida que apareciera un número exacto de veces dentro de una octava justa. 
Para llevar a cabo este propósito, ideó una comma de tamaño intermedio entre la coma pitagórica y la coma sintónica. La coma Holder corresponde exactamente al valor 1/53 de la octava justa, es decir, una octava contiene un total de 53 comas. 
Tal y como ocurría en el sistema pitagórico, y a diferencia de lo que ocurría en el sistema de Zarlino (1517-1590), todos los intervalos de tono quedan iguales y el intervalo cromático es más grande que el diatónico.
Holder nunca se enteró de que la coma había sido inventada diez años atrás por el alemán Nicolaus Kauffmann (1620-1687), más conocido como Nikolaus Mercator.
Algunas pocas de sus composiciones musicales se encuentran en la Biblioteca Británica, en el Harleian MSS 7338 and 7339.